# Ernst Kossak
Karl Ludwig Ernst Kossak (Marienwerder (Nyugat-Poroszország), 1814. augusztus 4. – Berlin, 1880. január 3.) német tárcaíró és kritikus.

## Életútja
Berlinben történelmet és filológiát tanult, de egyszersmind zenében is kiképzést nyert. Eleintén a zenelapoknak volt munkatársa. 1847-ben maga is lapot alapított Zeitungshalle címmel, amelyben a francia lapok mintájára először alkalmazta Németországban a tárcát. Később a Feuerspritze, majd 1869-ben a Monatspost című lapot alapította. Mint tárcaíró a berlini Postnál is működött. Tárcái több gyűjteményben egyesítve jelentek meg: Berlin und die Berliner (Berlin, 1851); Humoresken (uo. 1852). Kitűnő, szellemes tárcákat tartalmaztak: Wanderbuch eines litterarischen Handwerksburschen (uo. 1856); Historietten (uo. 1859); Schweizerfahrten (Lipcse, 1857).